# Werner Bula
Werner Bula (* 8. April 1892 in Neuenegg; † 19. Februar 1962 in Bern) war ein Schweizer Techniker, Volksschriftsteller und Bühnenautor in Mundart.

## Leben

### Familie
Werner Bula war der Sohn des Käsermeisters Abraham Bula und dessen Ehefrau Anna Barbara (geb. Jost; * 1835; † 1922); er hatte noch sechs Geschwister. Nach dem Tod seines Vaters im September 1892 zog seine Mutter 1898 mit den Geschwistern in ihren Heimatort nach Wynigen zurück. Sein überwiegendes Leben verbrachte Werner Bula jedoch in Galmiz, bis er später nach Bern übersiedelte.
Er war seit 1920 mit Olga (geb. Strecker) aus Liestal verheiratet.
Auf der Beerdigung von Werner Bula sprach der Präsident des Berner Schriftstellervereins, Paul Eggenberg, letzte Worte zum Gedenken.

### Werdegang
Nach einem Schulbesuch der Primar- und Sekundarschule in Wynigen und nach einem Welschlandjahr begann Werner Bula 1909 eine Geometerlehre im Kanton Baselland und war seit Mitte der 1920er Jahre als Vermessungstechniker bei der Eidgenössischen Landestopographie in Bern tätig.
In der Zeit von 1936 bis 1947 und von 1956 bis zu seinem Tod war er als Redaktor bei der Eidgenössischen Schwinger-, Hornusser und Jodlerzeitung als Sportjournalist tätig und engagierte sich besonders für den Schwingsport.
Als Sappeur hatte er seinen Dienst beim Landsturm geleistet.

### Schriftstellerisches Wirken
In seinem Erstlingswerk Sangeten Ueli, der Schwingerkönig, den er 1931 veröffentlichte, steht der Schwingsport im Zentrum des Romans. Weitere Schriften in Berndeutsch folgten unter anderem 1938 mit Neu Chostgänger, 1941 mit Tue wi-n-i sött, 1946 mit D’Landflucht und 1953 mit Apartig Chutze. Dazu verfasste er Theaterstücke in Berndeutsch, in denen er auch Regie führte, so unter anderem Dr Erscht-Bescht, das 1934 in der Theatergesellschaft Schwingerverband Gurten-Bern uraufgeführt wurde; im gleichen Jahr erschien auch Um Sime’s Meieli, das im Stadtjodler in Basel uraufgeführt wurde. 1935 wurde Z’höch-use in Langnau im Emmental, Runde im darauffolgenden Jahr im Jodelklub Aarau uraufgeführt; 1937 wurden Burebrot in Erlenbach im Simmental und E chli meh Vertroue im Fussballklub Bern-Hard uraufgeführt. Weitere Stücke waren S Hudilumper Grytli, das 1938 in Wabern, Bim Turnverein vo Tooflige, das 1943 im Turnverein Utzwilen und Der Legione-Georges, das 1949 in Jegenstorf uraufgeführt wurde.
Seine Schriften wurden noch nach seinem Tod weiter veröffentlicht, so unter anderem 1987 Der Wiehnachtsstärn. Bärndütschi Gschichte für d Wiehnachtszyt.
Das Bühnenstück S Hudilumper Grytli wurde noch 2007 in Guttannen aufgeführt.

## Mitgliedschaften
- Werner Bula war seit 1947 Ehrenmitglied des 1895 gegründeten Eidgenössischen Schwingerverbands[5].
- 1953 wurde er zum Ehrenmitglied des Jodlerklubs Dählhölzli ernannt[6].
- Er war Mitglied im Berner Schriftstellerverein.

## Ehrungen und Auszeichnungen
- 1938: Ehrenmeldung des Berner Heimatschutztheaters für S Hudilumper Grytli
- 1946: Ehrung der Schweizerischen Schillerstiftung durch Ankauf von Exemplaren des Romans Tue wi-ni-sött
- 1946: Preis der Schweizerischen Schillerstiftung für den Roman Die neui Chrankheit
- 1946: Literaturpreis der Stadt Bern
- 1948: Preis im Wettbewerb des Heimatschutztheaters für Legione-Georges
- 1952: Literaturpreis der Stadt Bern in Verbindung mit einem Preis von 1000 Franken[7]

## Schriften und weitere Veröffentlichungen (Auswahl)
- Sangeten Ueli, der Schwingerkönig. Ein Volksroman. Lüdin & Co., Liestal 1931.
- Dr Erscht-Bescht. Buchdruckerei Fritz Weibel, Thun 1934.
- Um Sime’s Meieli. Gesanglich theatralische Aufführung in drei Aufzügen. Buchdruckerei Fritz Weibel, Thun 1934.
- Runde. Heimatbild in 1 Aufzug. Buchdruckerei Fritz Weibel, 1934.
- Z’höch-use. Berndeutsches Schauspiel in drei Akten. Benteli-Verlag, Bern 1935.
- Der Fürabebitz. Berndeutsche Geschichten. Emmenthaler-Blatt, Langnau 1935.
- E chli meh Vertroue. Benteli-Verlag, Bern 1937.
- S Hudilumper Grytli. Benteli-Verlag, Bern 1938.
- Chläus, das Findelkind. Eine Erzählung aus dem Schweizer Volksleben. Emmenthaler-Blatt, Langnau 1938.
- Neu Chostgänger. Berndeutsche Erzählungen. A. Francke, Bern 1938.
- Tue wi-n-i sött: us em Läbe vom Chänzeli-Peetsch. A. Francke, Bern 1941.
- Der Hingeruse-Schutz. Lustspiel in 2 Akten. Benteli-Verlag, Bern 1943.
- Sibe Wünsch. Bärndütschi Gschichte. A. Francke, Bern 1943.
- Der Parteibüffel. Berndeutsches Lustspiel in 3 Akten. Benteli-Verlag, Bern 1943.
- Die neui Chrankheit. Mundarterzählung. A. Francke, Bern 1945.
- D’Landflucht. E Gschicht vo Gägewart u Zuekunft. A. Francke, Bern 1946.
- Der Legione-Georges. Berndeutsches Schauspiel in drei Akten. A. Francke, Bern 1949.
- Apartig Chutze. Bärndütschi Gschichte. A. Francke, Bern 1953.
- Burebrot. Schauspiel in vier Akten aus der Zeit der Landflucht und Krise. Benteli-Verlag, Bern 1960.
- Der Wiehnachtsstärn. Bärndütschi Gschichte für d Wiehnachtszyt. Sonnenheimat-Verlag, Bern 1987.